# Marbais
Pour les articles ayant des titres homophones, voir Marbay, Marbaix et Marbaix-la-Tour.
Marbais (en wallon Marbé) est un village du Brabant wallon méridional en Région wallonne de Belgique. Administrativement il fait partie de la commune de Villers-la-Ville.

## Géographie
Le cadastre divise le territoire de Marbais en neuf sections : Rigenée, Priesmont, le Monceau du Berger, l'Arbre de la Bruyère, le Bois Gilot, le Village, Cognée, Marbisoux et Gentil Sart.

## Démographie
- Sources:INS, Rem:1831 jusqu'en 1970=recensements, 1976= nombre d'habitants au 31 décembre

## Histoire
L'histoire de Marbais se confond avec celle de ses seigneurs.
Les Marbais ont eu des possessions très importantes dans la vallée de la Thyle, zone longtemps disputée entre les ducs du Brabant et les comtes de Namur. Ils jouèrent subtilement les deux cartes et se retrouvèrent donc tout à la fois vassaux du duché de Brabant et du comté de Namur.
En 1146, Gauthier de Marbais et sa mère dotèrent les moines cisterciens de l'abbaye de Villers de la partie nord de leur seigneurie de Marbais.
Quoi qu'il en soit, leur lignage disparut du village au XVIIe siècle lorsque la fille du dernier seigneur de Marbais vendit ses terres à la célèbre famille seigneuriale voisine, les t’Serclaes de Tilly.
Un de ses cousins, seigneur à La Haye-Brigode (Saint-Amand), tenta bien de récupérer la seigneurie sans toutefois y parvenir. Le lignage de Marbais se perpétua dans le village de Saint-Amand jusque dans la deuxième moitié du XVIIIe siècle.
Tout au long de son histoire, l'activité économique du village fut essentiellement agricole. Une malterie fonctionnait en 1896 et occupait 102 personnes. Aujourd'hui le village compte encore quelques moyennes entreprises.

## Patrimoine et culture

### Patrimoine architectural et sites
- Château des Marbais (Vieux Châtelet): L'ancien château fort, dont les parties les plus anciennes (en ruines) datent du Xe siècle était la résidence des seigneurs de Marbais, inféodés aux comtes de Namur à partir du XIIIe siècle.Le château dit le Châtelet de la fin du XIIe siècle ou du début du XIIIe siècle.
- L'église Saint-Martin[1].

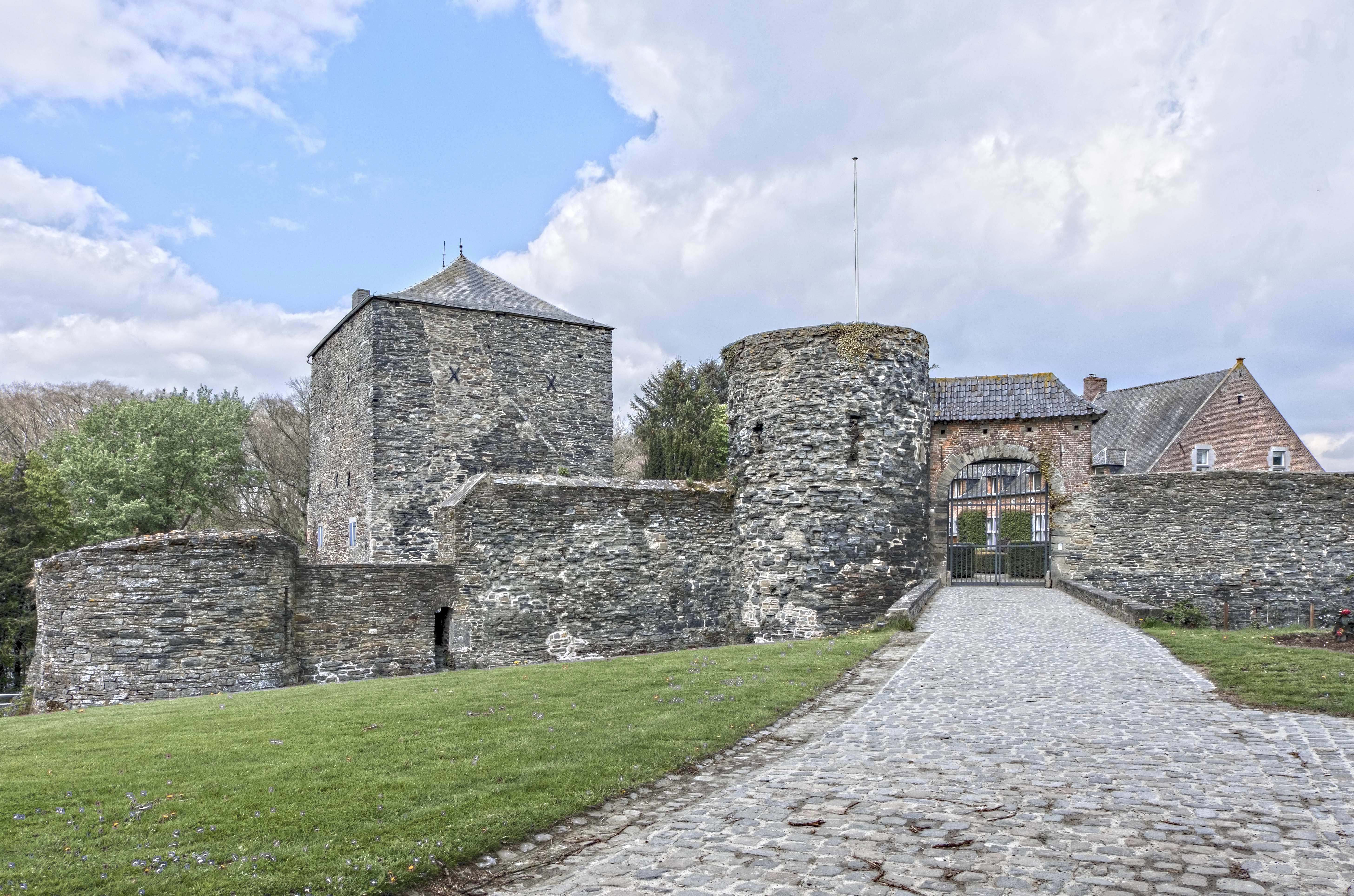
Le château dit le Châtelet de la fin du XIIe siècle ou du début du XIIIe siècle.

- Le Musée des outils anciens ou Musée de "la Touraille" présente des outils manuels utilisés par une dizaine de métiers différents. Le travail du bois y est fortement représenté mais n'est pas une exclusivité. La vie rurale regroupe une belle collection d'outils et ustensiles des années 1900.
- Château de Cognée : À l'origine une dépendance de l’Abbaye de Villers-la-Ville. Le château appartient aujourd'hui à la famille Dumont de Chassart[2].

### Culture

#### Folklore
Le village de Marbais a entretenu au fil des siècles plusieurs traditions. On raconte qu'un seigneur de Marbais, Gérard, ramena de Jérusalem plusieurs morceaux de la Sainte Croix. Une bulle du pape Paul V, en date du 15 mai 1609 évoque la présence de la relique et accorde des indulgences liées à des actes de dévotion. Cette relique existe toujours et fait l'objet d'une vénération lors, entre autres, du 'Tour Sainte Croix', procession de 26 km qui a lieu le premier dimanche de mai. À cette procession participent deux confréries, les Sapeurs Chevaliers de la Sainte Croix et le Serment Royal de Saint Sébastien. Lors du dernier dimanche d'avril, cette confrérie organise le tir de l'oiseau royal (d'jirau), qui consiste à décrocher à l'aide de flèches un coq en bois placé au sommet d'une perche de 30 mètres. L'archer qui y réussit porte le titre de roi pendant un an et participe, avec onze confrères au Tour Sainte Croix.

## Personnalités
- Adrien Canelle, graveur et lithographe, est né à Marbais le 29 mai 1819.
- Léon Delune, architecte, (1862-1941) est né à Marbais.
- Philippe de Marbais, Seigneur de Loverval (?-1568).
- Lila Leloup marchande de produits hallucinogènes et diseuse de bonne aventure (804-?).